# Ле-Рой (селище, Нью-Йорк)
Ле-Рой (англ. Le Roy) — селище (англ. village) в США, в окрузі Дженесі штату Нью-Йорк. Населення — 4300 осіб (2020).

## Географія
Ле-Рой розташований за координатами 42°58′41″ пн. ш. 77°59′27″ зх. д. / 42.97806° пн. ш. 77.99083° зх. д. (42.978012, -77.990880).  За даними Бюро перепису населення США в 2010 році селище мало площу 6,97 км², з яких 6,96 км² — суходіл та 0,01 км² — водойми.

## Демографія
Згідно з переписом 2010 року, у селищі мешкала 4391 особа в 1849 домогосподарствах у складі 1094 родин. Густота населення становила 630 осіб/км².  Було 2020 помешкань (290/км²).
Расовий склад населення:
| - 94,7 % — білих - 2,5 % — чорних або афроамериканців - 0,3 % — корінних американців - 0,3 % — азіатів |

До двох чи більше рас належало 1,8 %. Частка іспаномовних становила 2,3 % від усіх жителів.
За віковим діапазоном населення розподілялося таким чином: 24,1 % — особи молодші 18 років, 59,6 % — особи у віці 18—64 років, 16,3 % — особи у віці 65 років та старші. Медіана віку мешканця становила 39,8 року. На 100 осіб жіночої статі у селищі припадало 93,5 чоловіків;  на 100 жінок у віці від 18 років та старших — 88,1 чоловіків також старших 18 років.
Середній дохід на одне домашнє господарство  становив 61 532 долари США (медіана — 50 357), а середній дохід на одну сім'ю — 79 044 долари (медіана — 64 583). Медіана доходів становила 47 625 доларів для чоловіків та 34 268 доларів для жінок. За межею бідності перебувало 10,3 % осіб, у тому числі 8,0 % дітей у віці до 18 років та 8,2 % осіб у віці 65 років та старших.
Цивільне працевлаштоване населення становило 2221 особа. Основні галузі зайнятості: освіта, охорона здоров'я та соціальна допомога — 26,1 %, виробництво — 19,4 %, роздрібна торгівля — 10,4 %, мистецтво, розваги та відпочинок — 10,1 %.